# 6682 Makarij
6682 Makarij (1973 ST3) là một tiểu hành tinh vành đai chính được phát hiện ngày 25 tháng 9 năm 1973 bởi L. V. Zhuravleva ở Nauchnyj.